# Departamento de Caleu-Caleu
Departamento de Caleu-Caleu är en kommun i Argentina.   Den ligger i provinsen La Pampa, i den centrala delen av landet, 700 km sydväst om huvudstaden Buenos Aires. Antalet invånare är 2 075. Arean är 9,1 kvadratkilometer.
Terrängen i Departamento de Caleu-Caleu är platt.
Omgivningarna runt Departamento de Caleu-Caleu är i huvudsak ett öppet busklandskap. Trakten runt Departamento de Caleu-Caleu är nära nog obefolkad, med mindre än två invånare per kvadratkilometer.